# Église Saint-André-et-Sainte-Jeanne-d'Arc de Fétilly
L'église Saint-André-et-Sainte-Jeanne-d'Arc de Fétilly est une église située à La Rochelle, dans le département français de la Charente-Maritime en région Nouvelle-Aquitaine.

## Historique
À partir de 1935, l'église est construite selon les plans de l'architecte Hubert Blanche de Feydeau dans le cadre d'un projet inachevé de "cité paroissiale" (salle des fêtes, gymnase, bibliothèque), sous les auspices du chanoine Augustin Crampette (1890-1972), premier curé et futur résistant, qui y a sa sépulture.
L'église est inscrite au titre des monuments historiques par arrêté du 27 février 2002.

## Architecture

### Intérieur
La mosaïque intérieure est réalisée par Soffino, la croix en pavé de verre et la mosaïque du chœur par Louis Gouffault, le portail d'entrée par le sculpteur Georges Chaumot, le chemin de croix par le sculpteur H. Vinet, les dix verrières par le maître verrier Chigot (associé à Pentecôte, de Loix), la grille des fonts baptismaux par Beauchamp, la table de communion par Gorget et le carrelage par les ateliers Beauplet.